# Zdzisław Jarosz
Zdzisław Jarosz (ur. 1 lipca 1932 w Jastrzębiej, zm. 3 kwietnia 2022) – polski prawnik, doktor nauk prawnych, emerytowany docent Uniwersytetu Warszawskiego, specjalista w zakresie prawa konstytucyjnego.

## Życiorys
W 1953 ukończył studia prawnicze I stopnia na Uniwersytecie Łódzkim, w 1954 studia magisterskie z zakresu prawa na Wydziale Prawa i Administracji Uniwersytetu Warszawskiego. Jeszcze w czasie studiów, w 1954 został zatrudniony na macierzystym wydziale w Katedrze Prawa Państwowego. Tam też w 1964 uzyskał stopień doktora nauk prawnych i zatrudniony jako adiunkt, a w 1968 powołany na stanowisko docenta. W latach 1978–1981 pełnił funkcję prodziekana Wydziału Prawa i Administracji UW, a w latach 1987–1990 dyrektora Instytutu Nauk o Państwie i Prawie na tym wydziale. Przez wiele lat był kierownikiem Zakładu (później Katedry) Prawa Konstytucyjnego. Był promotorem czterech rozpraw doktorskich (Janusz Mordwiłko, Stanisław Bożyk, Grzegorz Kryszeń - w 1989 i Marek Czarzasty). Był również wykładowcą na uniwersytetach w Paryżu, Poitiers i Hawrze. Uczestniczył w trzech Światowych Kongresach Konstytucjonalistów (1987, 1991, 1999). 
Równocześnie w latach 1971-1978 i 1985-1989 był konsultantem naukowym Biura Rad Narodowych Kancelarii Rady Państwa, następnie doradzał Kancelarii Prezydenta RP i w latach 90. XX wieku Kancelarii Sejmu. W latach 1987–1989 był członkiem Radzie Legislacyjnej przy Prezesie Rady Ministrów. Uczestniczył w pracach nad nową Konstytucją RP, był współautorem jednego z projektów.
W 2000 wydano poświęconą mu księgę pamiątkową pt. Konstytucja – wybory – parlament. Studia ofiarowane Zdzisławowi Jaroszowi, red. Lech Garlicki (Warszawa 2000) zaś w 2012 publikację pt. XV lat obowiązywania Konstytucji z 1997 r. Księga jubileuszowa dedykowana Zdzisławowi Jaroszowi, red. Marek Zubik (Warszawa 2012).
Mąż Marii Kruk-Jarosz.